# TSV Rudow 1888
Der Turn- und Sportverein Rudow 1888 ist mit 4.200 Mitgliedern einer der größten Sportvereine in Berlin. Ein Hauptaugenmerk des Vereins liegt in der Jugendarbeit. Der Verein verfügt über folgende Abteilungen: Fußball, Basketball, Volleyball, Leichtathletik, Turnen, Badminton, Tennis, Tischtennis, Karate, Handball, Judo und Cheerleading.

## Geschichte
Der TSV Rudow wurde am 22. September 1888 durch 21 Mitglieder als Männerturnverein (MTV) Jahn-Rudow gegründet. Erster Vorsitzender war Carl Zahn. 1903 erfolgte die Umbenennung in TV Jahn Rudow. 1924 bezog der Verein den heutigen Sportplatz Stubenrauchstraße. 1941 erlangten Alfred Knorr und Werner Ziehlke als Vertreter der sieben Jahre zuvor eröffneten Judo-Abteilung des TV Jahn Rudow die deutsche Meisterschaft. Nach dem Zweiten Weltkrieg musste der Verein aufgrund alliierter Beschlüsse unter dem Namen Sportgruppe (SG) Rudow weitermachen. Am 1. April 1949 erfolgte die Wiedergründung unter dem Namen TSV Rudow 1888.
1951 wurde Werner Ziehlke als Mitglied des TSV Rudow 1888 erneut Deutscher Meister im Judo. 1980 holte Roswitha Lehmann für den Verein die deutsche Meisterschaft im Kegeln, die Volleyball-Frauen schafften es erstmals in die 2. Bundesliga. 1982 schafften die Volleyball-Frauen des TSV Rudow den Aufstieg in die 1. Bundesliga, wo sie bis zum Vereinswechsel der Mannschaft 1989 spielten.

## Fußball
Die Fußballabteilung des Turn- und Sportvereins Rudow 1888 entstand 1935 durch Beitritt der Fußballer des Arbeitersportvereins Rudow 1912, nachdem 1933 im Rahmen der Gleichschaltung die Arbeitersportvereine verboten worden waren. Im Fußball erreichte man den größten Erfolg 1986 mit dem Aufstieg in die drittklassige Amateur-Oberliga Berlin. Beim Punktspiel gegen Hertha BSC wurde mit 5000 Zuschauern ein Rekord aufgestellt. Die 1. Mannschaft der Herren ist aus der Verbandsliga Berlin bereits am 29. Spieltag der Saison 2006/07 in die Landesliga abgestiegen. Erst 2010 gelang die Rückkehr in diese Spielklasse, der man insgesamt 27 Jahre angehörte (Stand Saisonende 2023/24) und auf dem 1. Platz der ewigen Tabelle rangiert. Im Jugendbereich zählt der Verein zu den führenden Vereinen in Berlin. Bekanntester ehemaliger Spieler ist Christian Ziege.

### Statistik ab 1985
| Saison | Liga (Spielklasse)             | Platz | S     | U     | N     | Tore  | Punkte | Pokal (Berlin) |
| --- | ------------------------------ | ----- | ----- | ----- | ----- | ----- | ------ | -------------- |
| 1985/86 | Landesliga Berlin (IV.)        | 01.   | n. b. | n. b. | n. b. | 75:36 | 42:18  | 1. Runde       |
| 1986/87 | Amateur-Oberliga Berlin (III.) | 14.   | 04    | 09    | 17    | 29:61 | 17:43  | 2. Runde       |
| 1987/88 | Amateur-Oberliga Berlin (III.) | 12.   | 09    | 05    | 16    | 40:60 | 23:37  | Achtelfinale   |
| 1988/89 | Amateur-Oberliga Berlin (III.) | 16.   | 03    | 12    | 17    | 30:60 | 18:46  | Viertelfinale  |
| 1989/90 | Landesliga Berlin (IV.)        | 07.   | n. b. | n. b. | n. b. | 57:48 | 34:26  | 1. Runde       |
| 1990/91 | Landesliga Berlin (IV.)        | 07.   | 11    | 09    | 10    | 55:52 | 31:29  | 2. Runde       |
| 1991/92 | Landesliga Berlin (IV.)        | 08.   | 12    | 08    | 10    | 59:48 | 32:28  | 4. Runde       |
| 1992/93 | 1Landesliga Berlin (V.)1       | 08.   | 11    | 07    | 12    | 57:51 | 29:31  | 1. Runde       |
| 1993/94 | Landesliga Berlin (V.)         | 02.   | 24    | 05    | 03    | 86:26 | 53:11  | 3. Runde       |
| 1994/95 | 2Verbandsliga Berlin (V.)2     | 14.   | 11    | 12    | 13    | 59:72 | 34:38  |                |
| 1995/96 | Verbandsliga Berlin (V.)       | 14.   | 14    | 05    | 19    | 68:70 | 47     | 2. Runde       |
| 1996/97 | Verbandsliga Berlin (V.)       | 15.   | 09    | 09    | 18    | 53:68 | 36     | 2. Runde       |
| 1997/98 | Verbandsliga Berlin (V.)       | 05.   | 16    | 07    | 11    | 65:54 | 55     |                |
| 1998/99 | Verbandsliga Berlin (V.)       | 11.   | 13    | 10    | 13    | 61:56 | 49     |                |
| 1999/2000 | Verbandsliga Berlin (V.)       | 09.   | 17    | 05    | 18    | 83:84 | 56     |                |
| 2000/01 | Verbandsliga Berlin (V.)       | 11.   | 13    | 10    | 15    | 55:59 | 49     |                |
| 2001/02 | Verbandsliga Berlin (V.)       | 03.   | 17    | 13    | 06    | 61:33 | 64     |                |
| 2002/03 | Verbandsliga Berlin (V.)       | 10.   | 11    | 08    | 15    | 49:49 | 41     |                |
| 2003/04 | Verbandsliga Berlin (V.)       | 14.   | 10    | 07    | 17    | 42:53 | 37     |                |
| 2004/05 | Verbandsliga Berlin (V.)       | 13.   | 10    | 09    | 15    | 41:63 | 39     |                |
| 2005/06 | Verbandsliga Berlin (V.)       | 11.   | 10    | 10    | 12    | 42:38 | 46     |                |
| 2006/07 | Verbandsliga Berlin (V.)       | 18.   | 01    | 07    | 26    | 20:79 | 10     |                |
| 2007/08 | Landesliga Berlin (VI.)        | 03.   | 18    | 04    | 08    | 66:32 | 58     | 2. Runde       |
| 2008/09 | 0Landesliga Berlin (VII.)3     | 08.   | 13    | 04    | 13    | 58:46 | 43     | 2. Runde       |
| 2009/10 | Landesliga Berlin (VII.)       | 01.   | 21    | 04    | 05    | 82:28 | 67     | 2. Runde       |
| 2010/11 | 0Berlin-Liga (VI.)4            | 08.   | 13    | 11    | 10    | 42:43 | 50     | 2. Runde       |
| 2011/12 | Berlin-Liga (VI.)              | 10.   | 12    | 10    | 14    | 50:59 | 46     | Viertelfinale  |
| 2012/13 | Berlin-Liga (VI.)              | 11.   | 14    | 06    | 14    | 61:64 | 48     | 4. Runde       |
| 2013/14 | Berlin-Liga (VI.)              | 09.   | 13    | 07    | 14    | 59:57 | 46     | Achtelfinale   |
| 2014/15 | Berlin-Liga (VI.)              | 10.   | 13    | 05    | 16    | 59:56 | 44     | Achtelfinale   |
| 2015/16 | Berlin-Liga (VI.)              | 03.   | 22    | 04    | 08    | 80:50 | 70     | 1. Runde       |
| 2016/17 | Berlin-Liga (VI.)              | 06.   | 16    | 08    | 10    | 66:52 | 56     | 1. Runde       |
| 2017/18 | Berlin-Liga (VI.)              | 10.   | 12    | 07    | 15    | 53:60 | 43     | Achtelfinale   |
| 2018/19 | Berlin-Liga (VI.)              | 06.   | 15    | 06    | 13    | 63:66 | 51     | 2. Runde       |
| 2019/20 | 0Berlin-Liga (VI.)5            | 06.   | 11    | 02    | 09    | 44:43 | 35     | 3. Runde       |
| 2020/21 | 0Berlin-Liga (VI.)5            | 09.   | 05    | 02    | 04    | 18:20 | 17     | 1. Runde       |
| 2021/22 | 0Berlin-Liga (VI.)             | 10.   | 17    | 03    | 16    | 65:53 | 54     | Viertelfinale  |
| 2022/23 | 0Berlin-Liga (VI.)             | 14.   | 12    | 03    | 19    | 61:83 | 39     | 3. Runde       |
| 2023/24 | 0Berlin-Liga (VI.)             | 16.   | 10    | 11    | 13    | 44:51 | 41     | 1. Runde       |
| 2024/25 | 0Landesliga Berlin (VII.)      |       |       |       |       |       |        | Achtelfinale   |
| Anmerkung: Grün unterlegte Spielzeiten kennzeichnen einen Aufstieg, rot unterlegte Spielzeiten einen Abstieg. |                                |       |       |       |       |       |        |                |

Anmerkungen

1: Durch die Gründung der Verbandsliga Berlin zwischen Oberliga und Landesliga wurde die Landesliga fünftklassig.

2: Durch die Einführung der Regionalliga zwischen 2. Bundesliga und Oberliga blieb der TSV trotz seines Aufstiegs fünftklassig.

3: Durch die Einführung der 3. Liga wurde die Landesliga siebtklassig.

4: Seit 2008 heißt die Verbandsliga Berlin Berlin-Liga.

5: Saison aufgrund der COVID-19-Pandemie abgebrochen.

### Sportplatz
Der TSV Rudow 1888 Berlin spielt seit 1924 auf dem Sportplatz Stubenrauchstraße. Damals spielte man noch auf Schotter, heute auf Kunstrasen. Rund ums Spielfeld befindet sich eine 400 Meter lange Laufbahn. Eine Kugelstoßanlage und eine Weitsprunganlage befinden sich ebenfalls auf der Sportanlage. Im Stadion gibt es etwa 500 Sitzplätze. Seit 2004 steht auf dem Sportplatz Stubenrauchstraße das neu erbaute Vereins-Casino.

## Judo
Die Judoabteilung gehört mit 287 aktiven Mitgliedern von 5 bis 72 Jahren zu den fünf mitgliederstärksten Judovereinen in Berlin. Die Mannschaft des TSV Rudow kämpft seit 2005 in der Regionalliga Nord-Ost.

## Badminton
Die Badmintonabteilung umfasst etwa 40 Mitglieder und nimmt mit zwei Erwachsenenmannschaften am Punktspielbetrieb in Berlin teil.

## Tischtennis
Die Tischtennisabteilung wurde 1967 gegründet. Die Herrenmannschaft spielte in den 1980er Jahren in der 2. Bundesliga und verpasste 1987 den Aufstieg in die 1. Bundesliga. Bekannte Spieler waren Walter Gründahl, der Däne Claus Pedersen und der zweimalige Berliner Meister Christian Thomas. 1989 wurde die Mannschaft aus finanziellen Gründen zurückgezogen.

## Volleyball
Die 1969 gegründete Volleyballabteilung schaffte es mit den Frauen 1980 in die 2. Bundesliga und 1982 in die 1. Bundesliga und gehörte damit über lange Zeit zu den deutschen Spitzenmannschaften. Zur Saison 1989/90 trennte sich die Bundesliga-Mannschaft vom TSV Rudow und gründete den CJD Berlin. Im Jugendbereich wurde 1989 ein Neuaufbau begonnen. 1998 wurden die Frauen Berliner Meister und stiegen in die Regionalliga Nordost auf. Im April 2007 spielte der TSV Rudow in der Aufstiegsrunde zur 2. Bundesliga der Frauen mit, verfehlte als Tabellendritter diesen allerdings knapp. 2009 klappte es dann aber mit dem Aufstieg in die 2. Bundesliga. Nach der Saison 2014/15 zog sich der Verein vorwiegend aus finanziellen Gründen aus der 2. Bundesliga zurück.

## Leichtathletik
Die Leichtathletikabteilung umfasst rund 200 Mitglieder (Stand: 31. Dezember 2024) davon der größte Teil im Bereich der Jugend (U8–U18). Jährlich können mehrere Berliner und Berlin-Brandenburgische Meistertitel in nahezu allen Altersklassen und Disziplinen errungen werden. Schwerpunkt im Erwachsenen- und Mastersbereich ist seit Jahren der Mehrkampf.
Besonders zählen für die Rudower Leichtathleten die Erfolge bei den deutschen Mannschaftsmeisterschaften, bei denen nahezu alle Abteilungsmitglieder mobilisiert werden konnten:
- 1984: 11. Platz mit 180 Teilnehmern in 15 Mannschaften und 202.459 Punkten.
- 1987: bundesweit 1. Platz mit 262.437 Punkten in 18 Mannschaften,
- 1990: wiederum 1. Platz mit 256.735 Punkten in 19 Mannschaften (mit 130 Teilnehmern) von 569 gewerteten Vereinen.

Die Wettkampfkleidung besteht aus rotem Trikot und schwarzer Hose.
Trainings- und Wettkampfstätte ist das Stadion Britz-Süd.

## Cheerleading
Die Abteilung Cheerleading wurde im Dezember 2006 gegründet und umfasst etwa 80 Mitglieder. Die Little Twisters treten in der Kategorie Cheerleading an, die Teams Dance Deluxe, Dance Delight und Dance Delicious im Cheerdance.
In ihrer noch jungen Geschichte konnte die Abteilung bereits einige Erfolge feiern. So wurden die Little Twisters 2008 Berliner Meister und deutscher Vizemeister. Dance Deluxe wurde sowohl 2007 als auch 2008 Berliner Meister und erreichten bei den deutschen Meisterschaften jeweils den zweiten Platz. Die größten Erfolge feierte bisher das Nachwuchsteam Dance Delight: 2007 und 2008 gewannen die jungen Tänzerinnen jeweils die Berliner und die deutsche Meisterschaft, außerdem erreichten sie 2008 und 2009 den ersten Platz bei der ELITE Cheerleading Championship. Auch international konnten die Danceteams bereits Erfolge feiern. 2008 nahmen Dance Delight und Dance Deluxe an der European Cheerleading Championship in Ljubljana (Slowenien) teil und erreichten dort den 7. bzw. 8. Platz. Bei der European Cheerleading Championship 2009 in Nyköping (Schweden) erreichte Dance Delight den 6. Platz, Dance Deluxe den 7. Platz. Das sind die bisher besten Platzierungen deutscher Danceteams bei internationalen Meisterschaften.